# Loma del Carmen, Oaxaca
Loma del Carmen är en ort i Mexiko.   Den ligger i kommunen Santa María Jacatepec och delstaten Oaxaca, i den sydöstra delen av landet, 400 km sydost om huvudstaden Mexico City. Loma del Carmen ligger 69 meter över havet och antalet invånare är 435.
Terrängen runt Loma del Carmen är huvudsakligen lite bergig. Loma del Carmen ligger nere i en dal. Runt Loma del Carmen är det ganska glesbefolkat, med 47 invånare per kvadratkilometer. Närmaste större samhälle är San Juan Bautista Valle Nacional, 10,0 km sydväst om Loma del Carmen. I omgivningarna runt Loma del Carmen växer i huvudsak städsegrön lövskog.